# Ligne 2 du métro de Berlin
Pour les articles homonymes, voir Ligne 2 et U2 (homonymie).

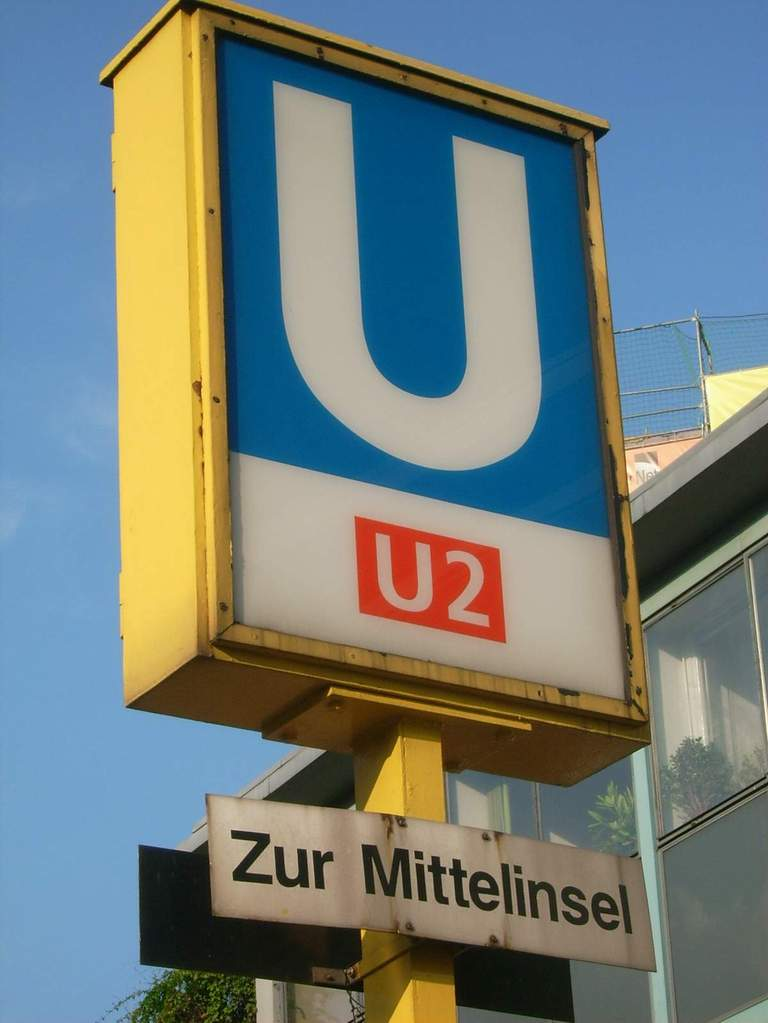
Signe de la ligne 2 à la station Ernst-Reuter Platz.

La ligne 2 du métro de Berlin (U-Bahnlinie 2 ou U2) est une des neuf lignes du métro de Berlin. Elle relie le quartier de Pankow, au nord-est de Berlin à Ruhleben dans le quartier de Westend à l'Ouest de Berlin en traversant le centre de la ville par l'Alexanderplatz, Stadtmitte et la Potsdamer Platz. Elle est mixte souterraine-aérienne.
La ligne U2 appartient, comme les lignes U1, U3 et U4 au réseau à faible gabarit du métro de Berlin (Kleinprofil-Netz) caractérisé par des tunnels et des rames plus étroits.
Inaugurée en 1902, elle fut prolongée et remodelée à plusieurs reprises pour atteindre aujourd'hui 29 stations réparties sur 20,7 km. Elle possède des correspondances avec toutes les autres lignes de métro et de nombreuses lignes de S-Bahn.
Durant, l'existence du Mur de Berlin entre 1961 et 1990, la ligne fut scindée en deux et la section entre les stations Potsdamer Platz et Gleisdreieck fut entièrement fermée.

Les deux tronçons restants furent exploités séparément par les Berliner Verkehrsbetriebe (« compagnie des transports berlinois ») :
- à Berlin-Ouest, par la BVG ;
- à Berlin-Est, par la BVB.

## Tracé
La ligne part de la gare de Ruhleben, à l'Ouest de Berlin, et parcourt un remblai avant de disparaître dans un tunnel juste avant la station Neu-Westend. Son tracé est souterrain jusqu'à la station Wittenbergplatz, puis la voie sort de terre et atteint la station Nollendorfplatz en hauteur. Le métro est aérien jusqu'à Potsdamer Platz, puis le tracé est souterrain jusqu'au terminus, à part un tronçon aérien comprenant les stations Eberswalder Straße et Schönhauser Allee.

## Stations
En partant de l'extrémité nord-est de la ligne 2 (Les stations en gras servent de départ ou de terminus à certaines missions) : 
| PK   |  |   |  | Station                                 | Quartier        | Correspondance        |  |
| ---- |  | - |  | --------------------------------------- | --------------- | --------------------- |  |
| 10,5 |  |   |  | Rebroussement                           |                 |                       |  |
| 10,2 |  | o |  | Pankow                                  | Pankow          |                       |  |
| 9,3  |  | o |  | Vinetastraße                            | Pankow          |                       |  |
| 8,2  |  | o |  | Schönhauser Allee                       | Prenzlauer Berg |                       |  |
| 7,4  |  | o |  | Eberswalder Straße                      | Prenzlauer Berg |                       |  |
| 6,3  |  | • |  | Senefelderplatz                         | Prenzlauer Berg |                       |  |
| 5,7  |  | o |  | Rosa-Luxemburg-Platz                    | Mitte           |                       |  |
| 4,9  |  | o |  | Alexanderplatz                          | Mitte           |                       |  |
| 4,3  |  | • |  | Klosterstraße                           | Mitte           |                       |  |
| 3,7  |  | • |  | Märkisches Museum                       | Mitte           |                       |  |
| 3,2  |  | • |  | Spittelmarkt                            | Mitte           |                       |  |
| 2,6  |  | • |  | Hausvogteiplatz                         | Mitte           |                       |  |
| 2,2  |  | o |  | Stadtmitte                              | Mitte           |                       |  |
| 1,8  |  | • |  | Mohrenstraße                            | Mitte           |                       |  |
| 1,2  |  | o |  | Potsdamer Platz                         | Mitte           |                       |  |
| 0,6  |  | • |  | Mendelssohn-Bartholdy-Park              | Tiergarten      |                       |  |
| 0,1  |  | o |  | Gleisdreieck                            | Kreuzberg       |                       |  |
| 0,0  |  | • |  | Origine du chaînage                     |                 |                       |  |
| 2,3  |  | • |  | Bülowstraße                             | Schöneberg      |                       |  |
| 1,7  |  | o |  | Nollendorfplatz                         | Schöneberg      |                       |  |
| 0,9  |  | o |  | Wittenbergplatz                         | Schöneberg      |                       |  |
| 0,0  |  | o |  | Zoologischer Garten Origine du chaînage | Charlottenbourg |                       |  |
| 0,9  |  | • |  | Ernst-Reuter-Platz                      | Charlottenbourg |                       |  |
| 1,8  |  | • |  | Deutsche Oper                           | Charlottenbourg |                       |  |
| 2,1  |  | o |  | Bismarckstraße                          | Charlottenbourg |                       |  |
| 2,8  |  | • |  | Sophie-Charlotte-Platz                  | Charlottenbourg |                       |  |
| 3,6  |  | o |  | Kaiserdamm                              | Westend         | (Gare Messe Nord/ICC) |  |
| 4,4  |  | • |  | Theodor-Heuss-Platz                     | Westend         |                       |  |
| 5,5  |  | • |  | Neu-Westend                             | Westend         |                       |  |
| 6,1  |  | • |  | Olympia-Stadion                         | Westend         |                       |  |
| 7,4  |  | • |  | Ruhleben                                | Westend         |                       |  |

### Stations ayant changé de nom
- Pankow (Vinetastraße) est devenue en 1993 Vinetastraße.
- Nordring est devenue en 1936 Schönhauser Straße
- Danziger Straße est devenue en 1950 Dimitroffstraße et en 1990 Eberswalder Straße
- Schönhauser Tor est devenue en 1934 Horst-Wessel-Platz, en 1950 Luxemburgplatz, et en 1978 Rosa-Luxemburg-Platz
- Inselbrücke est devenue en 1935 Märkisches Museum
- Friedrichstraße est devenue Friedrichstadt, Leipziger Straße et en 1935 Stadtmitte
- Kaiserhof est devenue en 1951 Thälmannplatz, en 1986 Otto-Grotewohl-Straße et en 1993 Mohrenstraße
- Leipziger Platz est devenue en 1923 Potsdamer Platz
- Knie est devenue en 1953 Ernst-Reuter-Platz
- Bismarckstraße est devenue en 1929 Stadtisches Oper, en 1934 Deutsches Opernhaus et en 1961 Deutsche Oper
- Kaiserdamm  a été renommée Adenauerdamm entre avril 1967 et janvier 1968
- Reichskanzlerplatz est devenue en 1933 Adolf-Hitler-Platz avant d'être renommée en 1947 Reichskanzlerplatz puis en 1963 Theodor-Heuss-Platz
- Stadion est devenue en 1935 Reichsportfeld et en 1950 Olympia-Stadion

## Desserte
| Tronçon | Période de pointe | Période normale | Période creuse |
| --- | ----------------- | --------------- | -------------- |
| Pankow ↔ Theodor-Heuss-Platz | 4 min             | 5 min           | 10–15 min      |
| Theodor-Heuss-Platz ↔ Ruhleben | 8 min             | 10 min          | 10–15 min      |
| Dans les nuits du vendredi au samedi et du samedi au dimanche, les rames circulent sur l'U2 dans une cadence de 15 minutes entre 0h30 et 4h30. En semaine, le bus de nuit N2 remplace le métro sur le même parcours. |                   |                 |                |